# Benzie County
Benzie County je okres ve státě Michigan v USA. K roku 2000 zde žilo 15 998 obyvatel. Správním městem okresu je Beulah. Celková rozloha okresu činí 2 226 km².

## Sousední okresy
| Růžice kompasu |               | Leelanau County |                       | Růžice kompasu |
| Růžice kompasu |               | Sever           | Grand Traverse County | Růžice kompasu |
| Růžice kompasu | Benzie County |                 | Grand Traverse County | Růžice kompasu |
| Růžice kompasu | Jih           |                 | Grand Traverse County | Růžice kompasu |
| Růžice kompasu |               | Manistee County | Wexford County        | Růžice kompasu |